# Association sportive Garde nationale
Ne pas confondre avec l'Association sportive de la Garde nationale nigérienne, un club de football du Niger.
Maillots
Actualités
L'Association sportive de la Garde Nationale (en arabe : الجمعية الرياضية للحرس الوطني), plus couramment abrégé en AS Garde Nationale, est un club mauritanien de football fondé en 1960 et basé à Nouakchott, la capitale du pays.

## Histoire
Créé en 1960, le club représente l'armée mauritanienne et son effectif est composé de soldats. Il détient avec l'ASC Police, le record de titres en championnat national, avec sept succès. Il compte également à son palmarès, quatre Coupes de Mauritanie. Grâce à ses nombreux succès nationaux, l'AS Garde Nationale a pris part à plusieurs reprises aux compétitions continentales sans toutefois parvenir à y briller. Il aurait également dû participer à la Coupe de l'UFOA 1999 (forfait au premier tour).

## Palmarès
| Compétitions nationales |
| --- |
| - Championnat de Mauritanie (7) : - Vainqueur : 1976, 1977, 1978, 1979, 1984, 1994 et 1998. - Coupe de Mauritanie (4) : - Vainqueur : 1981, 1986, 1989 et 2001. - Finaliste : 1997, 1999 et 2007. |